# مسار الجسم
مسار الجسم في علم الديناميكا الفلكية هو أي جسم مادي يدور حول جسم أكثر عمومية ويدعى الجسم الأساسي. يشار إلى الجسم المداري بشكل صحيح باسم الجسم الثانوي ({\displaystyle m_{2}}), وهو أقل كثافة من الجسم الأساسي ({\displaystyle m_{1}}).
وهكذا {\displaystyle m_{2}<m_{1}} or {\displaystyle m_{1}>m_{2}}.
تحت الافتراضات المعيارية في علم الديناميكا الفلكية فإن مركز الجسد هو محور الجسمين.
قد يكون الجسم المداري مركبة فضائية (قمر صناعي) أو جسم فلكي مثل كوكب أو كوكب قزم أو كويكب أو مذنب.